# Geelberijpt boomspijkertje
Geelberijpt boomspijkertje (Calicium adspersum) is een korstmossoort uit de familie Caliciaceae. Het leeft op bomen in symbiose met de alg Trebouxia.

## Determinatie
Geelberijpt boomspijkertje heeft kleine gesteelde apotheciën, die lijken op kleine spelden. Ze zijn 1 mm hoog. Het thallus is korrelig, grijs en de apotheciën zijn zwart met gele pruina op de kop een rand.

## Verspreiding
Het verspreidingsgebied van geelberijpt boomspijkertje strekt zich uit over het hele vasteland van Europa, maar wordt sporadisch ook hierbuiten waargenomen. In Nederland komt het zeldzaam voor. Het staat op de rode lijst in de categorie 'Gevoelig'.